# Campeonato Africano de Atletismo de 2024 - 100 m masculino
A prova dos 100 metros masculino do Campeonato Africano de Atletismo de 2024 foi disputada nos dias 21 e 22 de junho, no Estádio de Japoma, em Duala, nos Camarões.

## Recordes
Antes desta competição, os recordes mundiais e do campeonato nesta prova eram os seguintes:
|                       | Nome               | Nacionalidade | Tempo | Local   | Data                   |
| --------------------- | ------------------ | ------------- | ----- | ------- | ---------------------- |
| Recorde mundial       | Usain Bolt         | Jamaica       | 9s 58 | Berlim  | 16 de agosto de 2009   |
| Recorde do campeonato | Seun Ogunkoya      | Nigéria       | 9s 94 | Dakar   | 19 de agosto de 1998   |
| Recorde africano      | Ferdinand Omanyala | Quênia        | 9s 77 | Nairóbi | 18 de setembro de 2021 |

## Medalhistas
| Ouro                    | Prata                | Bronze                    |
| Joseph Fahnbulleh (LBR) | Emmanuel Eseme (CMR) | Benjamin Richardson (RSA) |

## Cronograma
Todos os horários são locais (UTC+1).
| Data        | Hora  | Evento    |
| ----------- | ----- | --------- |
| 21 de junho | 15:06 | Bateria   |
| 22 de junho | 14:45 | Semifinal |
| 22 de junho | 17:15 | Final     |

## Resultados

### Bateria
Qualificação: 2 atletas de cada bateria (Q) mais os 6 melhores qualificados (q).
Vento:
Bateria 1: +1.1 m/s, Bateria 2: +0.1 m/s, Bateria 3: +1.1 m/s, Bateria 4: +1.2 m/s, Bateria 5: 0.0 m/s, Bateria 6: +2.0 m/s, Bateria 7: 0.0 m/s, Bateria 8: +1.0 m/s, Bateria 9: +2.0 m/s
| Posição | Bateria | Atleta                          | Nacionalidade                  | Tempo | Notas |
| ------- | ------- | ------------------------------- | ------------------------------ | ----- | ----- |
| 1       | 8       | Benjamin Richardson             | África do Sul                  | 10.14 | Q     |
| 2       | 7       | Bayanda Walaza                  | África do Sul                  | 10.15 | Q     |
| 3       | 3       | Kanyinsola Ajayi                | Nigéria                        | 10.21 | Q     |
| 4       | 5       | Noah Bibi                       | Ilhas Maurícias                | 10.28 | Q     |
| 4       | 7       | Raphael Ngaguele Mberlina       | Camarões                       | 10.28 | Q     |
| 6       | 6       | Letsile Tebogo                  | Botswana                       | 10.29 | Q     |
| 7       | 6       | Mamadou Fall Sarr               | Senegal                        | 10.34 | Q     |
| 7       | 6       | Mojela Koneshe                  | Lesoto                         | 10.34 | q     |
| 7       | 8       | Ebrahima Camara                 | Gâmbia                         | 10.34 | Q     |
| 10      | 4       | Tapiwanashe Makarawu            | Zimbabwe                       | 10.35 | Q     |
| 11      | 4       | Usheoritse Itsekiri             | Nigéria                        | 10.36 | Q     |
| 12      | 7       | Ibrahim Diomande                | Costa do Marfim                | 10.40 | q     |
| 13      | 3       | Isaac Botsio                    | Gana                           | 10.41 | Q     |
| 13      | 7       | Stephen Abosi                   | Botswana                       | 10.41 | q     |
| 15      | 8       | Sibusiso Matsenjwa              | Essuatíni                      | 10.42 | q     |
| 15      | 9       | Bradley Nkoana                  | África do Sul                  | 10.42 | Q     |
| 17      | 4       | Adama Jammeh                    | Gâmbia                         | 10.43 | q     |
| 18      | 2       | Joseph Fahnbulleh               | Libéria                        | 10.45 | Q     |
| 18      | 6       | Mark Odhiambo                   | Quênia                         | 10.45 | q     |
| 20      | 1       | Emmanuel Eseme                  | Camarões                       | 10.49 | Q     |
| 20      | 2       | Edwin Gadayi                    | Gana                           | 10.49 | Q     |
| 20      | 5       | Ismael Koné                     | Costa do Marfim                | 10.49 | Q     |
| 23      | 2       | Godson Oghenebrume              | Nigéria                        | 10.51 |       |
| 23      | 5       | Lionnel Muteba                  | República Democrática do Congo | 10.51 |       |
| 25      | 8       | Dickson Kamungeremu             | Zimbabwe                       | 10.52 |       |
| 26      | 4       | Gilbert Hainuca                 | Namíbia                        | 10.53 |       |
| 26      | 8       | Ibrahima Hamayadji              | Camarões                       | 10.53 |       |
| 28      | 3       | Dominique Lasconi Mulamba       | República Democrática do Congo | 10.54 |       |
| 29      | 2       | Ngoni Makusha                   | Zimbabwe                       | 10.55 |       |
| 30      | 1       | Olivier Mwimba                  | República Democrática do Congo | 10.57 | Q     |
| 30      | 7       | Moulaye Sonko                   | Senegal                        | 10.57 |       |
| 32      | 4       | Brock Appiah                    | Gana                           | 10.58 |       |
| 33      | 5       | Steven Sabino                   | Moçambique                     | 10.59 |       |
| 33      | 9       | Alieu Joof                      | Gâmbia                         | 10.59 | Q     |
| 35      | 5       | Omar Ndoye                      | Senegal                        | 10.61 |       |
| 35      | 9       | Hatago Murere                   | Namíbia                        | 10.61 |       |
| 37      | 9       | Wissy Frank Hoye Yenda Moukoula | Gabão                          | 10.62 |       |
| 38      | 4       | Fode Sissoko                    | Mali                           | 10.63 |       |
| 38      | 4       | Dyland Sicobo                   | Seicheles                      | 10.63 |       |
| 40      | 3       | Thandaza Zwane                  | Essuatíni                      | 10.66 |       |
| 41      | 1       | Thuto Masasa                    | Botswana                       | 10.67 |       |
| 42      | 2       | Meshack Babu                    | Quênia                         | 10.68 |       |
| 43      | 6       | Mcebo Mkhaliphi                 | Essuatíni                      | 10.70 |       |
| 44      | 1       | John Sherman                    | Libéria                        | 10.71 |       |
| 44      | 8       | Noah Lawson                     | Togo                           | 10.71 |       |
| 46      | 1       | David Nguema Allogho            | Gabão                          | 10.73 |       |
| 47      | 7       | Seco Camara                     | Guiné-Bissau                   | 10.81 |       |
| 48      | 3       | Kouadio Éric Kouame             | Costa do Marfim                | 10.82 |       |
| 49      | 3       | Justine Isaboke                 | Quênia                         | 10.85 |       |
| 49      | 5       | Jerome Kounou                   | Benim                          | 10.85 |       |
| 51      | 9       | Ojulu Kul                       | Etiópia                        | 10.86 |       |
| 52      | 7       | Sharry Dodin                    | Seicheles                      | 10.88 |       |
| 53      | 2       | Didier Kiki                     | Benim                          | 10.90 |       |
| 54      | 5       | Kossi Médard Nayo               | Togo                           | 10.91 |       |
| 55      | 1       | Gregor Appols                   | Namíbia                        | 10.94 |       |
| 56      | 6       | Caleb Adonai                    | República Centro-Africana      | 10.97 |       |
| 57      | 2       | Ronaldinho Oliveira             | Cabo Verde                     | 11.03 |       |
| 57      | 3       | Janosh Moncerry                 | Seicheles                      | 11.03 |       |
| 59      | 6       | Ludovic Kilambaye               | Chade                          | 11.47 |       |
| 60      | 1       | Ahmed Musa                      | Etiópia                        | 11.57 |       |
| 61      | 9       | Gregorio Ndong Oye              | Guiné Equatorial               | 12.11 |       |
| 62      | 3       | Ahmed Essabai                   | Líbia                          | 12.29 |       |
| 63      | 8       | Joshan Vencatasamy              | Ilhas Maurícias                | 17.33 |       |
| 99      | 4       | Herve Toumandji                 | República Centro-Africana      | DNS   |       |
| 99      | 5       | Fidel Lawrence                  | Serra Leoa                     | DNS   |       |
| 99      | 7       | Foday Kallon                    | Serra Leoa                     | DNS   |       |
| 99      | 9       | Ambdoul Karim Riffayn           | Comores                        | DNS   |       |
| 99      | 9       | William Aguessy                 | Benim                          | DNS   |       |

### Semifinal
Qualificação: 2 atletas de cada bateria (Q) mais os 2 melhores qualificados (q).
Vento:
Bateria 1: +0.1 m/s, Bateria 2: 0.0 m/s, Bateria 3: +1.1 m/s
| Posição | Bateria | Atleta                    | Nacionalidade                  | Tempo | Notas |
| ------- | ------- | ------------------------- | ------------------------------ | ----- | ----- |
| 1       | 1       | Ismael Koné               | Costa do Marfim                | 10.03 | Q     |
| 2       | 2       | Tapiwanashe Makarawu      | Zimbabwe                       | 10.06 | Q     |
| 3       | 1       | Kanyinsola Ajayi          | Nigéria                        | 10.08 | Q     |
| 3       | 2       | Benjamin Richardson       | África do Sul                  | 10.08 | Q     |
| 5       | 1       | Noah Bibi                 | Ilhas Maurícias                | 10.17 | q     |
| 5       | 3       | Joseph Fahnbulleh         | Libéria                        | 10.17 | Q     |
| 7       | 2       | Emmanuel Eseme            | Camarões                       | 10.18 | q     |
| 8       | 3       | Isaac Botsio              | Gana                           | 10.25 | Q     |
| 9       | 3       | Bayanda Walaza            | África do Sul                  | 10.26 |       |
| 10      | 1       | Raphael Ngaguele Mberlina | Camarões                       | 10.27 |       |
| 11      | 2       | Usheoritse Itsekiri       | Nigéria                        | 10.29 |       |
| 12      | 1       | Bradley Nkoana            | África do Sul                  | 10.30 |       |
| 12      | 3       | Mamadou Fall Sarr         | Senegal                        | 10.30 |       |
| 14      | 1       | Adama Jammeh              | Gâmbia                         | 10.31 |       |
| 14      | 1       | Edwin Gadayi              | Gana                           | 10.31 |       |
| 16      | 2       | Ebrahima Camara           | Gâmbia                         | 10.34 |       |
| 17      | 2       | Mojela Koneshe            | Lesoto                         | 10.42 |       |
| 17      | 3       | Mark Odhiambo             | Quênia                         | 10.42 |       |
| 19      | 2       | Olivier Mwimba            | República Democrática do Congo | 10.51 |       |
| 20      | 3       | Alieu Joof                | Gâmbia                         | 10.55 |       |
| 21      | 1       | Stephen Abosi             | Botswana                       | 10.61 |       |
| 22      | 2       | Sibusiso Matsenjwa        | Essuatíni                      | 10.66 |       |
| 23      | 3       | Ibrahim Diomande          | Costa do Marfim                | 10.92 |       |
| 99      | 3       | Letsile Tebogo            | Botswana                       | DNS   |       |

### Final
A final ocorreu dia 22 de junho às 17:15.
Vento: 0.0 m/s
| Posição           | Raia | Atleta              | Nacionalidade   | Tempo | Notas |
| ----------------- | ---- | ------------------- | --------------- | ----- | ----- |
| Medalha de ouro   | 6    | Joseph Fahnbulleh   | Libéria         | 10.13 |       |
| Medalha de prata  | 1    | Emmanuel Eseme      | Camarões        | 10.15 |       |
| Medalha de bronze | 8    | Benjamin Richardson | África do Sul   | 10.17 |       |
| 4                 | 3    | Kayinsola Ajayi     | Nigéria         | 10.20 |       |
| 5                 | 4    | Ismael Koné         | Costa do Marfim | 10.24 |       |
| 6                 | 5    | Tapiwa Makarawu     | Zimbabwe        | 10.25 |       |
| 7                 | 7    | Isaac Botsio        | Gana            | 10.33 |       |
| 8                 | 2    | Noah Bibi           | Ilhas Maurícias | 10.43 |       |

Legenda
| Recorde mundial       | Recorde mundial (World record)               |                       | Recorde africano                      | Recorde africano (African) |                                           | Q | Classificado por posição (Qualified) |
| Recorde do campeonato | Recorde do campeonato (Championship record)  | Recorde da América    | Recorde da América (Americas)         | q                          | Classificado por melhor tempo (Qualified) |   |                                      |
| Melhor marca do ano   | Melhor marca do ano (World leading)          | Recorde asiático      | Recorde asiático (Asian)              | DNS                        | Não largou (Did not start)                |   |                                      |
| Recorde nacional      | Recorde nacional (National record)           | Recorde europeu       | Recorde europeu (European)            | DNF                        | Não terminou (Did not finish)             |   |                                      |
| Recorde pessoal       | Recorde pessoal do atleta (Personal best)    | Recorde da Oceania    | Recorde da Oceania (Oceania)          | DSQ / DQ                   | Desclassificado (Disqualified)            |   |                                      |
| Recorde da temporada  | Recorde da temporada do atleta (Season best) | Recorde sul-americano | Recorde sul-americano (South America) | NM                         | Sem marca (No mark)                       |   |                                      |